# 唾石

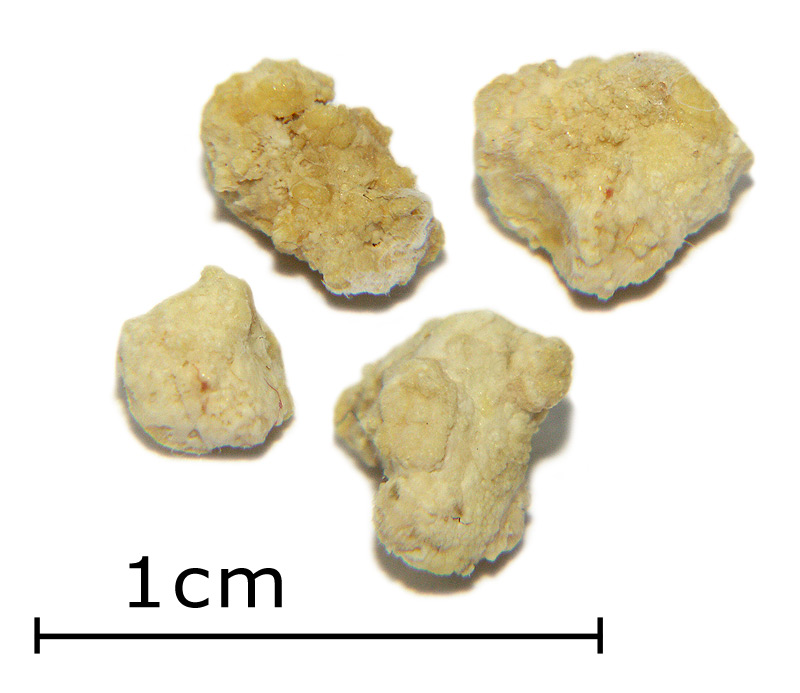
唾石

唾石（だせき、英: salivary stone）とは、唾液腺内部や唾液を分泌する管内に生じることがある結石である。なお、この唾石ができたために起こる疾患を、唾石症（英: sialolithiasis）と呼ぶ。

## 概要

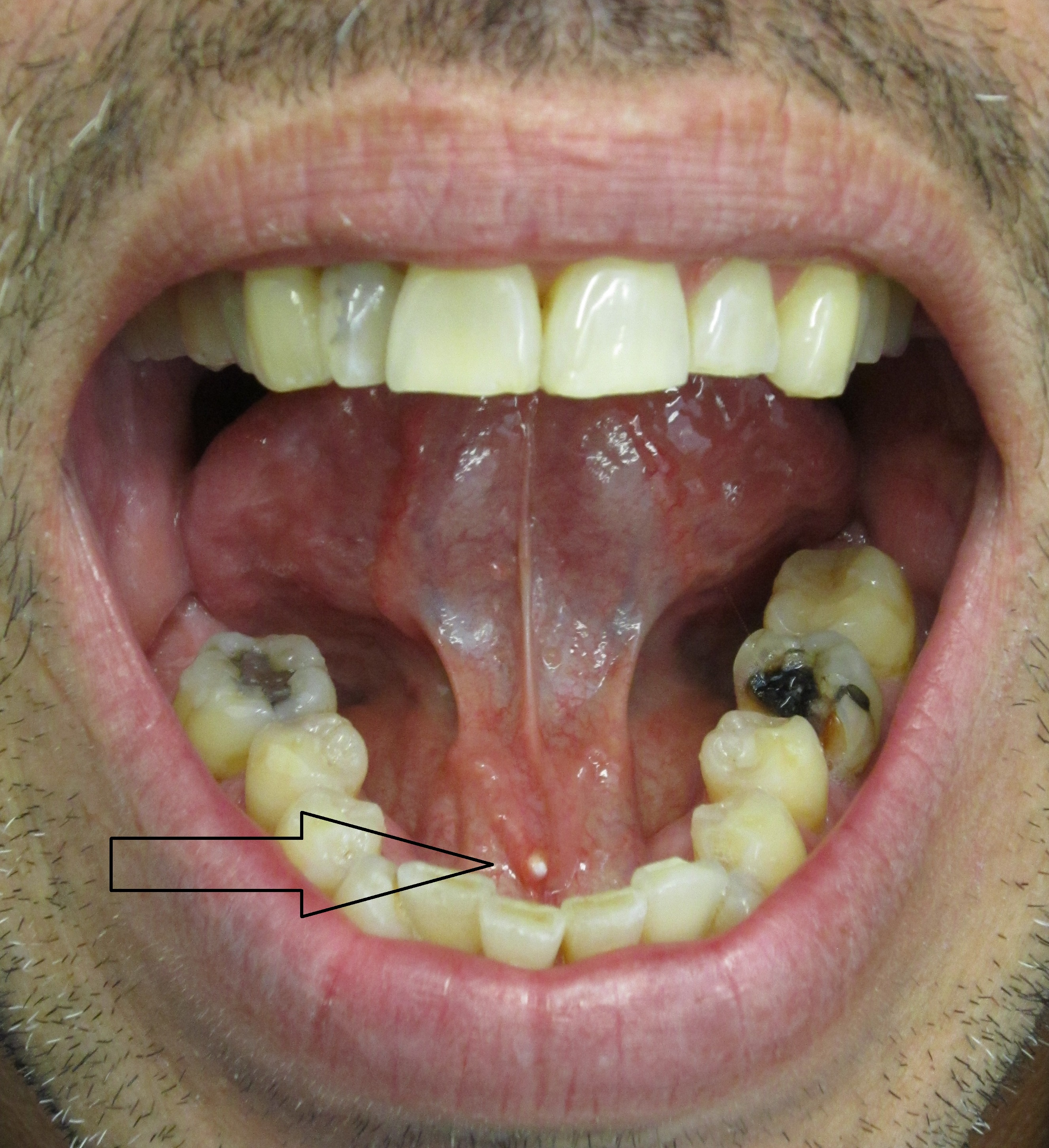
画面下部の矢印の箇所に唾石ができている。

唾石で最も多いのは、炭酸カルシウムを主成分とする石である。この石は、細菌の塊や、粘度が高くて固まってしまった粘液などの周囲にカルシウムが沈着することなどが原因で発生する。ただ、中には魚の骨などの異物が唾石形成の原因となった例も報告されている。なお、カルシウムの摂取が多いことが唾石が形成される原因となるかどうかは、不明である。
さて、ヒトの唾液腺には、大唾液腺（耳下腺、顎下腺、舌下腺の総称）と小唾液腺（口腔内のあちこちに存在する小さな唾液腺）がある。これらのうち、顎下腺には粘液腺が含まれている上に、唾液を口腔内へと分泌する管が上（頭上の方向）を向いているために、顎下腺内とそこからの唾液を分泌する管内に唾石が形成されやすい。これに対して、耳下腺や舌下腺に唾石ができることは少ない。形成される唾石の大きさは様々で、2mm程度から40mmを越えるものまで形成され得る。大きさにもよるものの、唾石が存在することが触るだけで判る場合もある。また、既述のように炭酸カルシウムを主成分とすることが多いために、X線で撮影（CTで撮影）を行うと、唾石の形と位置を知ることができる。

## 唾石症
唾石ができたために起こる疾患を唾石症と呼ぶ。

### 症状
唾液を分泌する管内に唾石が形成された場合、食事中に唾液腺が膨れ上がることがある。また、唾液の分泌障害が生じたりする。唾液の分泌障害が原因で唾石の存在する唾液腺への細菌感染が起こりやすくなったりもする。この場合、痛み（場合によっては強い痛み）を感じたりもする。これに対して、唾液腺の内部に唾石が形成された場合は、仮に唾石が大きくなっても唾液の分泌障害などの影響が小さく、痛みなども出ない場合もある。このように、唾石の形成された場所などによって、症状は様々である。

### 治療法
唾石症が起こった場合は、基本的に唾石を外科的に取り除く方法が取られる。唾石の取り除き方は、石の大きさや形成された場所によって異なる。例えば、口腔内の粘膜を切開して唾石だけを取り出す方法や、口腔内ではなく皮膚を切開して唾液腺ごと取り出す方法などがある。

## 主な参考文献
- 落合 慈之 監修『耳鼻咽喉科疾患ビジュアルブック』学研メディカル秀潤社、2011年10月5日発行。ISBN 978-4-7809-1050-6。